# タルシシュ
タルシシュ（Tarshish）は聖書に登場する地名である。本来の語義は「精錬所」を意味するといわれている。現在のトルコ地中海岸のタルススとする説とスペイン南部のタルテッソスとする二つの説がある。
ヤペテの子孫ヤワンの子孫であるタルシシュ族が居住した場所である。タルシシュは銀、金、鉄、錫、鉛などの産地、加工地として広く知れ渡っていた。
ソロモン王はフェニキヤの都市国家ツロを仲介としてタルシシュと交易をしていた。ツロは「タルシシュの娘」と言われるほど結びつきが強かった。この交易を目的とした遠洋航海のために大型の船が建設されて、大規模な商船隊が組まれ「タルシシュ船団」と称された。「タルシシュ船団」は「大掛かりな交易船団」をさす慣用表現になった。
預言者イザヤは神の優越性が「タルシシュのすべての船と望ましいすべての小船とに臨む」。また、預言者ヨナはニネヴェで宣教をせよとの神の召命に逆らってタルシシュ行きの船に乗り込み、大嵐に遭った。
火星の巨大な火山台地であるタルシスは、タルシシュにちなみ命名された。